# أب غزاق (زلاغي الغربي)
أب غزاق (بالفارسية: آب گزگ) هي منطقة سكنية تقع في إيران في قسم زلاغي الغربي الریفي. يقدر عدد سكانها بـ 54 نسمة بحسب إحصاء 2016.